# Georgiska fotbollsfederationen
Georgiska fotbollsfederationen (GFF) (georgiska: საქართველოს ფეხბურთის ფედერაცია, Sakartvelos Pechburtis Pederatsia) bildades 1936. Förbundet var en del av den sovjetiska fotbollsfederationen från 1936-1989. Det självständiga Georgiens fotbollsförbund bildades den 15 februari 1990. Det är idag det styrande organet inom georgisk fotboll. Förbundet arrangerar fotbollsligan, Umaghlesi Liga och Georgiens herrlandslag i fotboll. Förbundet har sin bas i huvudstaden Tbilisi.
2015 utsågs den tidigare georgiske storspelaren Levan Kobiasjvili till ordförande.

## Lista över ordförande
| Namn                       | År        |
| -------------------------- | --------- |
| Nodar Achalkatsi           | 1990-1998 |
| Merab Zjordania            | 1998-2005 |
| Nodar Achalkatsi Jr.       | 2005-2007 |
| Giorgi Nemsadze            | 2007      |
| Nodar Achalkatsi Jr.       | 2007-2009 |
| Domenti (Zviadi) Sitjinava | 2009-2015 |
| Levan Kobiasjvili          | 2015-     |